# Српско-цинцарско друштво „Луњина”
Српско-цинцарско друштво „Луњина” (цинц. Sutsata sãrbeascã-armãneascã Lunjina) је организација Цинцара у Србији чије седиште се налази у Београду.

## Опште информације
Седиште организације налази се у Улици Мајке Јевросиме 21/5 у Београду, а организације је настала 1991. године као резултат спајања две организације из Доње и Горње Белице, два цинцарска села у Северној Македонији.
Циљ организације је заштита и очување цинцарске мањине у Србији, њених обичаја, културе, језика, имена и традиције. Године 2017. друштво је имало око 500 чланова. Председник организације је Аристотелис Мартиновић. На цинцарском језику, реч луњина значи „светлост“. У блиском румунском језику, ова реч је лумина.
Већина чланова Српско-цинцарског друштва „Луњина” су етнички Цинцари досељени из Северне Македоније, а мали број њих су део потомака цинцарске заједнице која је живела вековима у Србији. Организација је објавила неколико књига о цинцарској граматици и компакт диск са цинцарском музиком, а издаје и часопис „Светло”, Гласник српско-цинцарског друштва. Предложено је да друштво организује факултативне курсеве цинцарског језика на Филолошком факултету у Београду.
Чланови Српско-цинцарског друштва „Луњина” међу ретким су Цинцарима у Србији који настављају да активно практикују и користе свој језик и културу. Између 2014. и 2017. ова организација је нудила недељне курсеве цинцарског језика, али су они прекинути због недостатка ученика и замењени су са Anveatsã armaneashti! (Научите цинцарски!), онлајн платформа за учење цингарског језика која је креирана у Румунији.
Српско-цинцарско друштво „Луњина” залагало се за признавање Цинцара као националне мањине у Србији, али је то одбачено јер нису испунили минимални број људи који заједница мора имати да добије овај статус. Према њиховим проценама у Србији има између 5.000 и 15.000 људи цинцарског порекла, али према попису становништа у Србији 2011. године само су се 243 особе изјасниле као етнички Цинцари.